# Grand Prix automobile des Pays-Bas 1985
Résultats du Grand Prix automobile des Pays-Bas de Formule 1 1985 qui a eu lieu sur le circuit de Zandvoort le 25 août 1985.

## Classement
| Pos. | No | Pilote             | Écurie                 | Tours | Temps/Abandon                      | Grille | Points |
| ---- | -- | ------------------ | ---------------------- | ----- | ---------------------------------- | ------ | ------ |
| 1    | 1  | Niki Lauda         | McLaren-TAG            | 70    | 1 h 32 min 29 s 263 (193,089 km/h) | 10     | 9      |
| 2    | 2  | Alain Prost        | McLaren-TAG            | 70    | + 0 s 232                          | 3      | 6      |
| 3    | 12 | Ayrton Senna       | Lotus-Renault          | 70    | + 48 s 491                         | 4      | 4      |
| 4    | 27 | Michele Alboreto   | Ferrari                | 70    | + 48 s 837                         | 16     | 3      |
| 5    | 11 | Elio De Angelis    | Lotus-Renault          | 69    | + 1 tour                           | 11     | 2      |
| 6    | 5  | Nigel Mansell      | Williams-Honda         | 69    | + 1 tour                           | 7      | 1      |
| 7    | 3  | Martin Brundle     | Tyrrell-Renault        | 69    | + 1 tour                           | 21     |        |
| 8    | 7  | Nelson Piquet      | Brabham-BMW            | 69    | + 1 tour                           | 1      |        |
| 9    | 17 | Gerhard Berger     | Arrows-BMW             | 68    | + 2 tours                          | 14     |        |
| 10   | 8  | Marc Surer         | Brabham-BMW            | 65    | Échappement                        | 9      |        |
| Nc.  | 24 | Huub Rothengatter  | Osella-Alfa Romeo      | 56    | Non classé                         | 26     |        |
| Abd. | 18 | Thierry Boutsen    | Arrows-BMW             | 54    | Suspension                         | 8      |        |
| Abd. | 9  | Philippe Alliot    | RAM-Hart               | 52    | Moteur                             | 25     |        |
| Abd. | 4  | Stefan Bellof      | Tyrrell-Renault        | 39    | Moteur                             | 22     |        |
| Abd. | 16 | Derek Warwick      | Renault                | 27    | Boîte de vitesses                  | 12     |        |
| Abd. | 25 | Andrea De Cesaris  | Ligier-Renault         | 25    | Turbo                              | 18     |        |
| Abd. | 15 | Patrick Tambay     | Renault                | 22    | Transmission                       | 6      |        |
| Abd. | 6  | Keke Rosberg       | Williams-Honda         | 20    | Moteur                             | 2      |        |
| Abd. | 19 | Teo Fabi           | Toleman-Hart           | 18    | Roulement de roue                  | 5      |        |
| Abd. | 26 | Jacques Laffite    | Ligier-Renault         | 17    | Panne électrique                   | 13     |        |
| Abd. | 30 | Jonathan Palmer    | Zakspeed               | 13    | Fuite d'huile                      | 23     |        |
| Abd. | 20 | Piercarlo Ghinzani | Toleman-Hart           | 12    | Moteur                             | 15     |        |
| Abd. | 28 | Stefan Johansson   | Ferrari                | 9     | Moteur                             | 17     |        |
| Abd. | 29 | Pierluigi Martini  | Minardi-Motori Moderni | 1     | Accident                           | 24     |        |
| Abd. | 23 | Eddie Cheever      | Alfa Romeo             | 1     | Turbo                              | 20     |        |
| Abd. | 22 | Riccardo Patrese   | Alfa Romeo             | 1     | Turbo                              | 19     |        |
| Nq.  | 10 | Kenny Acheson      | RAM-Hart               |       | Non qualifié                       |        |        |

## Pole position et record du tour
- Pole position : Nelson Piquet en 1 min 11 s 074 (vitesse moyenne : 215,370 km/h).
- Meilleur tour en course : Alain Prost en 1 min 16 s 538 au 57e tour (vitesse moyenne : 199,995 km/h).

## Tours en tête
- Keke Rosberg : 19 (1-19)
- Alain Prost : 14 (20-33)
- Niki Lauda : 37 (34-70)

## À noter
- 25e et dernière victoire de Niki Lauda.
- 54e et dernier podium pour le pilote.
- 47e victoire pour McLaren en tant que constructeur.
- 17e victoire pour TAG Porsche en tant que motoriste.
- 39e et dernier pole position pour Brabham.
- 150e podium pour Lotus.
- 150e Grand Prix pour Ligier.